# 坂本川 (徳島県)
坂本川（さかもとがわ）は、徳島県勝浦郡勝浦町を流れる勝浦川水系の河川である。

## 地理
勝浦郡勝浦町（旧勝浦郡横瀬町大字坂本字）の水源より勝浦町を経て勝浦川上流に注ぐ。河川にはゲンジボタルが生息しており、坂本川と支流の沼谷川一帯では与川内ホタルまつりが開催される。

## 支流
- 沼谷川

## 流域の主な施設
- 勝浦町立横瀬小学校
- 徳島県道16号徳島上那賀線

## 流域の自治体
徳島県
勝浦郡勝浦町